# Minolta SR-T 101
Die Minolta SR-T 101 ist eine mechanische Kleinbild-Spiegelreflexkamera, die von der japanischen Firma Minolta in verschiedenen Varianten von 1966 bis 1981 hergestellt wurde. 

## Ausstattung

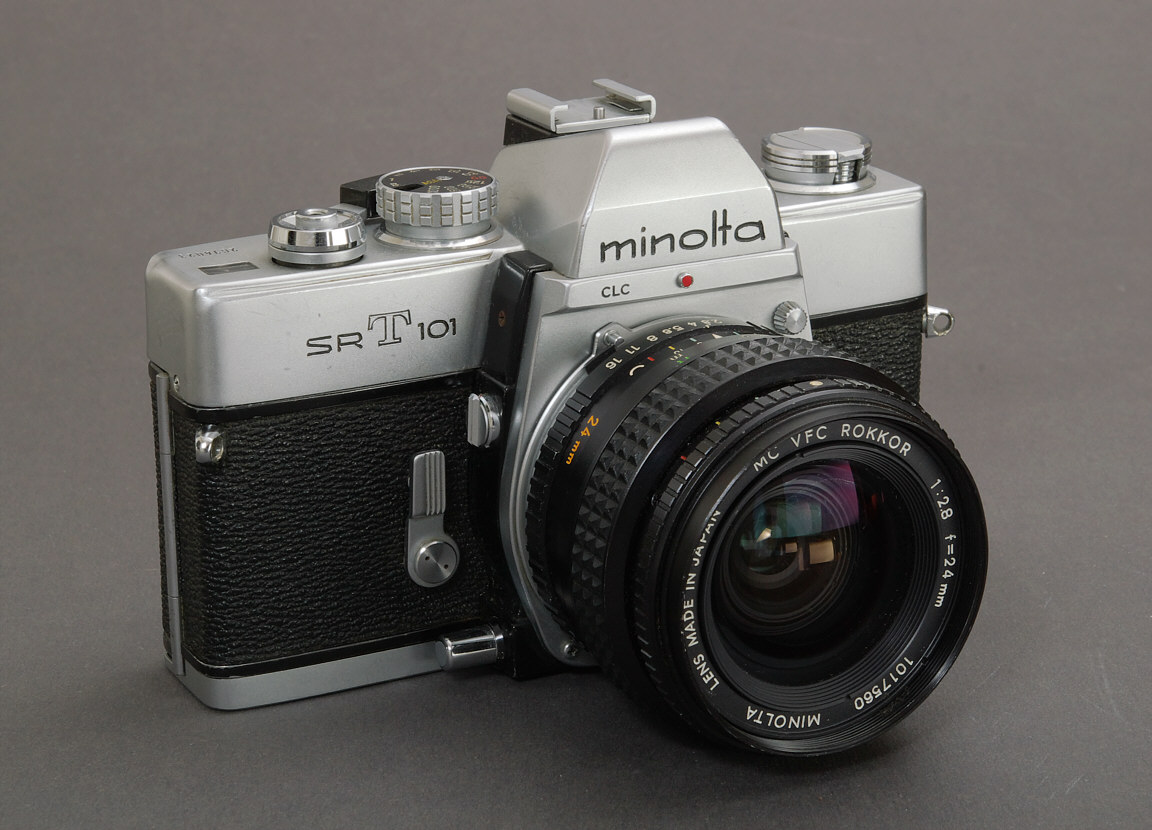
Minolta SR-T 101

Manuelle Spiegelarretierung der ursprünglichen 101

Die Minolta SR-T 101 verwendet das bereits in den Vorgängermodellen eingesetzte SR-Bajonett, erweitert es jedoch durch die Möglichkeit, die Belichtungsmessung bei offener Blende durch das Objektiv vorzunehmen (MC - meter coupled). 
Der Verschluss ist ein horizontal ablaufender Tuchschlitzverschluss, der erlaubt, mechanisch gebildete Verschlusszeiten von einer bis zu 1/1000 Sekunde und B einzustellen. Die kürzeste Blitzsynchronzeit beträgt für den X-Kontakt 1/60 Sekunde. Ein zusätzlicher FP-Kontakt ermöglicht auch kürzere Verschlusszeiten mit den heute nicht mehr gebräuchlichen FP-Blitzbirnen. Der Zubehörschuh des ursprünglichen Modells hat keinen X-Kontakt.
Der Sucher der „101“ ist ein fest montierter, für die damalige Zeit vergleichsweise heller Pentaprismensucher. Die nicht wechselbare Einstellscheibe weist als Scharfstellhilfe einen Mikroprismenfleck in der Suchermitte auf und zeigt etwa 92 Prozent des Aufnahmeformats. Am rechten Sucherrand findet sich die Nadel des Belichtungsmessers und der Nachführzeiger in Form einer Kelle. Unterhalb des Sucherbilds wird die am Verschlusszeitenrad eingestellte Belichtungszeit angezeigt.
Der Filmtransport erfolgt über einen Schnellschalthebel, ein Anschluss für einen Winder oder Motor ist nicht vorhanden. Weitere Ausstattungsmerkmale sind ein mechanischer Selbstauslöser, Drahtauslöseranschluss, Abblendtaste und als Besonderheit die Möglichkeit, den Schwingspiegel manuell hochzuklappen. Diese Funktion war für einige ältere Konstruktionen von Weitwinkelobjektiven erforderlich, deren hintere Linsen zu weit in den Spiegelkasten hineinragten. Sie kann aber auch verwendet werden, um bei Aufnahmen vom Stativ mit langen Belichtungszeiten das Verwackeln durch den Spiegelschlag zu verhindern. Der Schwingspiegel ist vergleichsweise groß ausgeführt, um Abschattungen des Suchers insbesondere bei langen Brennweiten zu verhindern. Dadurch wurde es erforderlich, dass der Spiegel nicht mit einem einfachen Scharnier, sondern über einen Getriebemechanismus angelenkt wird. Ähnliche Anlenkungen wurden von anderen Herstellern übernommen.

## Belichtungsmessung
Eine Spezialität der SR-T-Serie ist die CLC-Belichtungsmessung (Contrast Light Compensation), die in ähnlicher Weise auch noch in den späteren Zeitautomaten der XE-Serie und dem AE-Prismensucher der XM zu finden ist. Grundsätzlich arbeitet der CdS-Belichtungsmesser integral mit Mittenbetonung, im Gegensatz zu vielen anderen Kameras jedoch mit zwei Messzellen, deren Messbereiche sich in der Suchermitte überlappen. Die im Querformat untere Bildhälfte wird dabei stärker bewertet als die obere, was bei durchschnittlichen Aufnahmeverhältnissen zu zuverlässigen Belichtungen führt. Besonders aber bei kontrastreichen Motiven, etwa Landschaften mit Himmel, versprach CLC Ergebnisse mit besserer Wiedergabe der dunklen Bildteile, was im Vergleich mit konventionellen Messverfahren durch eine in solchen Fällen etwas reichlichere Belichtung realisiert wurde. Man kann diese Konstruktion durchaus als frühen Vorläufer moderner Mehrfeld-Messverfahren ansehen – mit ganz ähnlichen Vor- und Nachteilen: Ungewöhnliche Beleuchtungssituationen führen gelegentlich zu unerwarteten Ergebnissen.
Die Minolta SR-T 101 war eine der ersten Kameras mit Offenblenden-Belichtungsmessung. Im Gegensatz zur bis dahin üblichen Arbeitsblendenmessung, bei der das Objektiv zur Belichtungsmessung mechanisch auf die bei der Aufnahme verwendete Blendenöffnung abgeblendet wird, bleibt bei der Offenblendenmessung die Blende voll geöffnet und bewahrt somit, neben anderen Vorteilen, ein stets helles Sucherbild. Die Änderung der in die Kamera einfallenden Lichtmenge wird dabei nicht durch reales Abblenden, sondern durch einen kleinen Übertragungshebel (Blendensimulator) an die Kamera übermittelt. Dazu befindet sich an den MC-Rokkor-Objektiven der Blendenring direkt am Kameraanschluss, so dass seine Stellung über einen kleinen Mitnehmer (MC-Kuppler) mechanisch an die Kamera übertragen werden kann. Diese verfügt als Gegenstück über einen mitlaufenden Kupplungshebel, der dem Belichtungsmesser so die Stellung des Blendenrings mitteilt. Der MC-Kuppler ist auch an den später erschienenen MD-Rokkoren vorhanden, die somit in gleicher Weise mit der SR-T 101 kompatibel sind.
Mit älteren Objektiven ohne Blendensimulator, in Retrostellung montierten Objektiven bei Nahaufnahmen oder adaptierten Fremdobjektiven (Adapter gab es für Pentax-K und M42) ist ebenfalls TTL-Belichtungsmessung möglich, allerdings dann nur bei Arbeitsblende und entsprechend je nach Blendeneinstellung abgedunkeltem Sucherbild. Arbeitsblendenmessung mit MC-Objektiven ist nicht vorgesehen, beim Druck auf den Abblendknopf wird der Belichtungsmesser aller SR-T-Modelle abgeschaltet. Diese Eigenschaft wurde seinerzeit von SR-T-Nutzern gerne dazu verwendet, um Batteriestrom zu sparen, ohne den weniger günstig zu bedienenden Hauptschalter im Kameraboden verwenden zu müssen.

## Weitere Entwicklung
Die Minolta SR-T 101 war die Grundlage für zahlreiche weitere Modelle in der SR-T-Reihe bis hin zur Minolta SR-T 303 und erfuhr selbst ebenfalls im Produktionszeitraum mehrere Änderungen. Aufgrund der Seriennummern der Gehäuse kann davon ausgegangen werden, dass mehr als 2 Millionen Stück hergestellt wurden.

## Professioneller Einsatz
Zu den bekanntesten professionellen Fotografen, die eine Kamera aus dieser Modellreihe benutzten, gehören Annie Leibovitz, David Hamilton und W. Eugene Smith.